# فیدل کاسترو دیاز-بالارت
فیدل آنخل کاسترو دیاز-بالارت (اسپانیایی: Fidel Castro Díaz-Balart‎؛ ۱ سپتامبر ۱۹۴۹ – ۱ فوریهٔ ۲۰۱۸) فیزیک‌دان هسته‌ای و مقام دولتی اهل کوبا بود. او که به خاطر شباهت چشمگیر به پدرش با اسم «فیدلیتو» (فیدل کوچولو) شهرت داشت، تنها پسر مشترک رهبر کوبا فیدل کاسترو و اولین همسرش، میرتا دیاز-بالارت بود.
پسر کاسترو در اتحاد جماهیر سوسیالیستی شوروی در رشته فیزیک هسته‌ای تحصیل کرده و در بین سال‌های ۱۹۸۰ تا ۱۹۹۲ میلادی رئیس برنامهٔ اتمی کوبا بود.

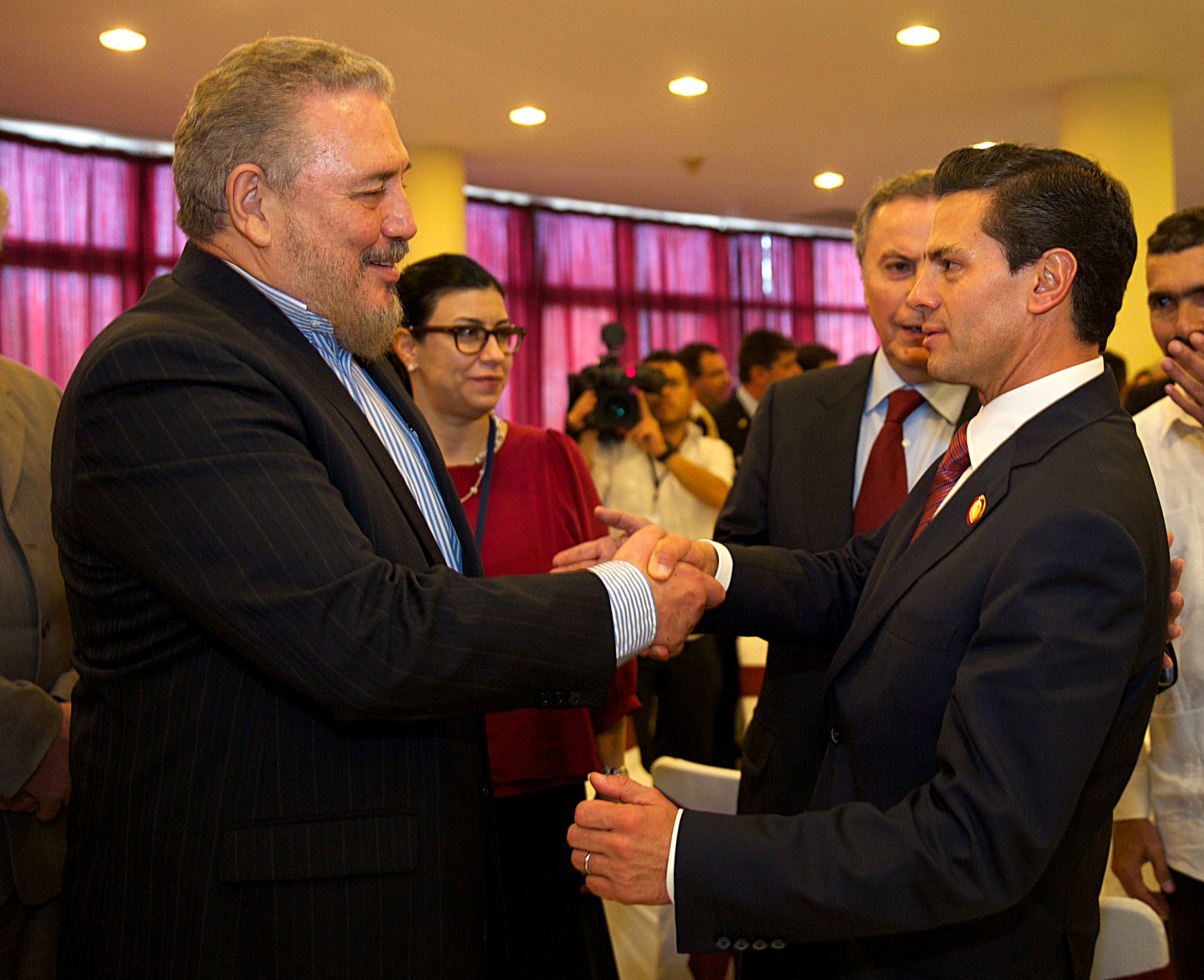
کاسترو دیاز-بالارت (چپ) با رئیس‌جمهور مکزیک انریکه پنیا نیتو، ۲۸ ژانویه ۲۰۱۴, هاوانا.

## مرگ
کاسترو دیاز-بالارت در ۱ فوریه ۲۰۱۸، در ۶۸ سالگی در هاوانا خودکشی کرد. او که ماه‌ها به خاطر ابتلا به اختلال افسردگی عمده تحت مداوا قرار داشت در ماه‌های اخیر به‌طور سرپایی تحت درمان بود.
او تا پیش از مرگش به عنوان مشاور علمی دولت کوبا فعالیت داشت و همچنین نایب‌رئیس آکادمی علوم در کوبا بود.